# Entreprise solidaire de presse d'information
L'entreprise solidaire de presse d'information (ESPI) est un statut français crée par la loi du 17 avril 2015, parue au Journal officiel de la République française du 18 avril 2015. Inspiré de l'économie sociale et solidaire, ce statut concerne les publications de presse, et la presse en ligne, principalement consacrées à l'information politique et générale.

## Obligations légales
Deux conditions doivent être réunies (article 16 de la loi du 17 avril 2015) pour obtenir le statut d'entreprise solidaire de presse d'information :
- L'objet social est l'édition de presse axée « pour une large part » sur l'information politique et générale ;
- Au moins 70 % des bénéfices annuels sont réinvestis dans l'entreprise[2].

## Éditeurs de presse au statut ESPI
La Commission des affaires culturelles et de l'éducation de l'Assemblée nationale publie en avril 2018 un rapport d'évaluation de la loi du 17 avril 2015, qui recense notamment les entreprises ayant adopté (entre 2015 et 2017) le statut d'entreprise solidaire de presse d'information.
- Charlie Hebdo adopte en premier ce statut, le 24 juin 2015[4],[5].
- En 2016 : Citoyens.com[6], OGC Presse et Les Jours ;
- Depuis 2017 : L'Humanité, The Dissident, l'Informé[7], Next (ex INpact MediaGroup)[8], Ceylan, Mediatico, Le Drenche[9], Contrevues Presse, Ouest Media Presse, Marsactu[10] et Voxeurop.

## Aides à la presse (fiscalité)
Le soutien de particuliers aux entreprises de presse d'information est encouragé par des dispositions fiscales.
Les dons des particuliers en faveur d'associations ayant pour objet le soutien au pluralisme de la presse ouvrent droit à une réduction d'impôt sur le revenu de 66 % du versement. Les deux associations « J'aime l’info » et « Presse et Pluralisme » ont été créées pour collecter ces dons en faveur de la presse, pour un titre précis (nominatif) ou non précisé.
La souscription de particuliers au capital d'une entreprise de presse, ou à la presse en ligne d'information en général, ouvre droit à une réduction d'impôt sur le revenu, de 30 % du versement. Les versements effectués au profit des « sociétés des lecteurs  » ou des « sociétés des amis » sont également pris en compte.
Pour les particuliers souscrivant au capital d'une entreprise solidaire de presse d'information, la réduction d'impôt est de 50 % du versement.